# Jan Timman
Jan Hendrik Timman (ur. 14 grudnia 1951 w Amsterdamie) – holenderski arcymistrz, w latach 80. XX wieku czołowy szachista świata.

## Kariera szachowa

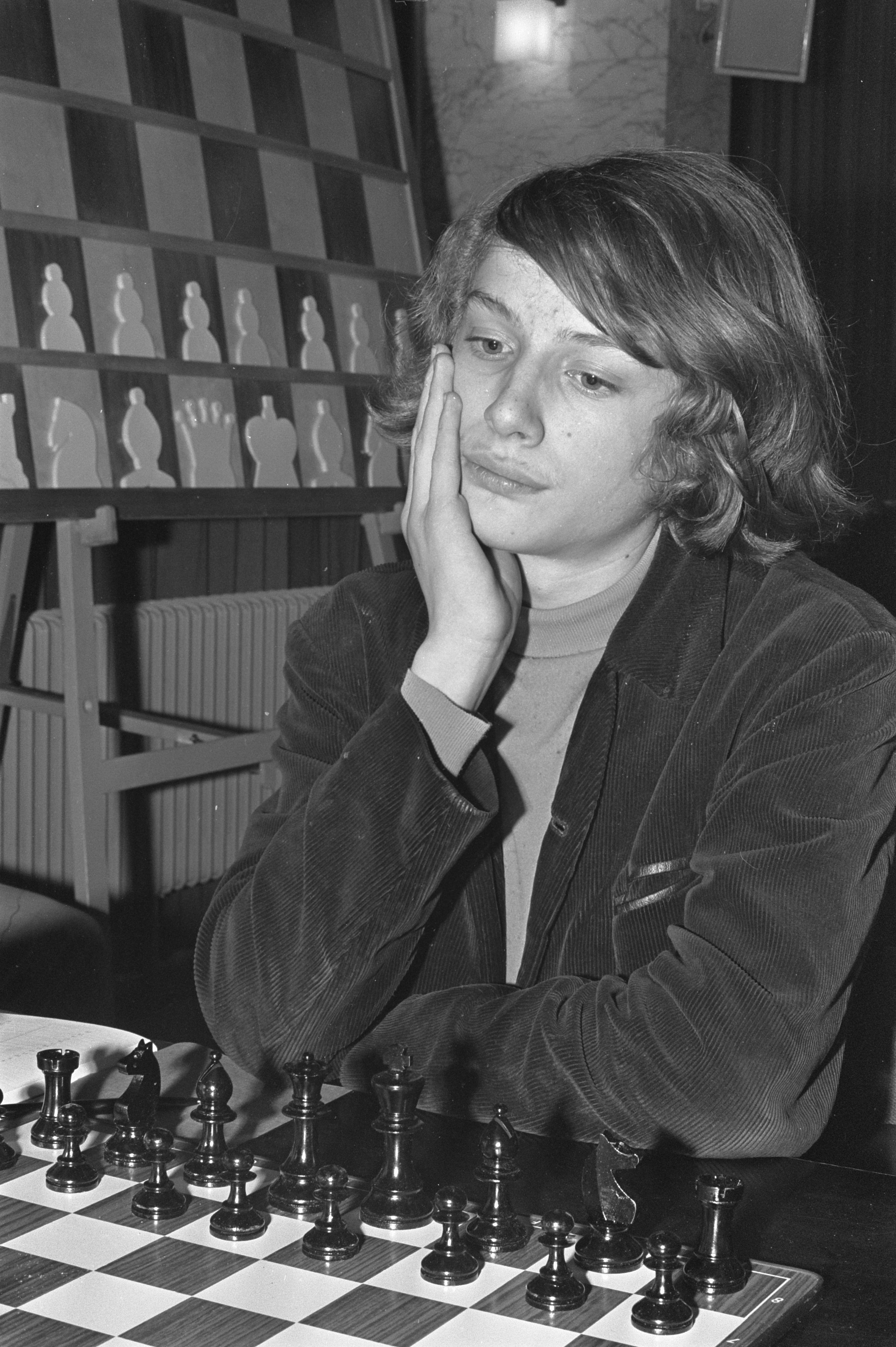
Jan Timman, Groningen 1967

W 1967 r. zdobył dwa brązowe medale: w mistrzostwach świata juniorów do 20 lat w Jerozolimie oraz w mistrzostwach Europy juniorów do 20 lat w Groningen. W latach 1979–1999 brał udział we wszystkich ośmiu cyklach rozgrywek o tytuł mistrza świata. W 1985 r. wygrał turniej międzystrefowy z dużą przewagą nad konkurencją. W turnieju pretendentów podzielił IV miejsce z Michaiłem Talem. W meczu ćwierćfinałowym przegrał z Arturem Jusupowem. W następnym cyklu rozgrywek awansował do finałowego meczu pretendentów pokonując w eliminacjach Walerija Sałowa, Lajosa Portischa i Jonathana Speelmana. W finale został pokonany przez Anatolija Karpowa.
W 1991 r. ponownie awansował do finałowego meczu pretendentów. W drodze do finału pokonał Roberta Hübnera, Wiktora Korcznoja i Artura Jusupowa. W finale uległ Nigelowi Shortowi. Short uzyskał prawo do meczu o tytuł mistrza świata z Garrim Kasparowem, lecz obaj zostali zdyskwalifikowani przez Międzynarodową Federację Szachową (FIDE) za rozegranie meczu poza jej strukturami w 1993 roku. FIDE zorganizowała oficjalny mecz o mistrzostwo świata pomiędzy Timmanem i Karpowem, wygrany przez Karpowa 12½ - 8½. W następnym cyklu rozgrywek Timman dotarł do półfinału, w którym został wyeliminowany przez Sałowa.
Jan Timman był uczestnikiem najbardziej prestiżowych turniejów, z których kilka wygrał: w Amsterdamie (1981 – turniej IBM, 1987 i 1989 – memoriały Maxa Euwego), Mar del Placie (1982), Bugojno (1984), Wijk aan Zee (1985), Tilburgu (1987) i Rotterdamie (1989). Dziewięciokrotnie zwyciężał w mistrzostwach Holandii (w latach 1974, 1975, 1976, 1978, 1980, 1981, 1983, 1987 i 1996). W 2006 r. odniósł kolejne turniejowe zwycięstwo – na przełomie kwietnia i maja wygrał tradycyjny turniej Sigeman & Co w Malmö. Zajął również II m. (za Ivanem Sokolovem) w memoriale Howarda Stauntona w Londynie. W 2008 r. zajął III m. (za Bu Xiangzhim i Jewgienijem Miroszniczenko) w Antwerpii, natomiast w 2009 r. zwyciężył w memoriale Howarda Stauntona, rozegranym w Londynie.
Wielokrotnie reprezentował Holandię w turniejach drużynowych, m.in.:
- dwunastokrotnie na olimpiadach szachowych (w latach 1972, 1974, 1976, 1980, 1982, 1984, 1990, 1992, 1994, 1996, 1998, 2004); dwukrotny medalista: wspólnie z drużyną – srebrny (1976) oraz indywidualnie – złoty (1976 – na I szachownicy)[3],
- na drużynowych mistrzostwach świata (w roku 1989)[4],
- trzykrotnie na drużynowych mistrzostwach Europy (w latach 1983, 1997, 2005); dwukrotny medalista: wspólnie z drużyną – złoty (2005) oraz indywidualnie – złoty (1983 – na I szachownicy)[5],
- dwukrotnie na turniejach o Puchar Clare Benedict (Clare Benedict Cup) (w latach 1971, 1972); dwukrotny medalista wspólnie z drużyną – złoty (1971) i srebrny (1972)[6].

W latach 80. był stale obecny w pierwszej dziesiątce listy rankingowej FIDE. Najwyższy ranking w karierze osiągnął 1 stycznia 1990 r., z wynikiem 2680 punktów zajmował wówczas 3. miejsce na światowej liście FIDE (za Garrim Kasparowem i Anatolijem Karpowem).